# Emléktáblák Szolnokon
Szolnok szócikkhez kapcsolódó képgaléria, mely helyi, országos vagy nemzetközi hírű személyekkel, valamint épületekkel, műtárgyakkal, helynevekkel és eseményekkel összefüggő emléktáblákat tartalmaz.

## Galéria

### Emléktáblák

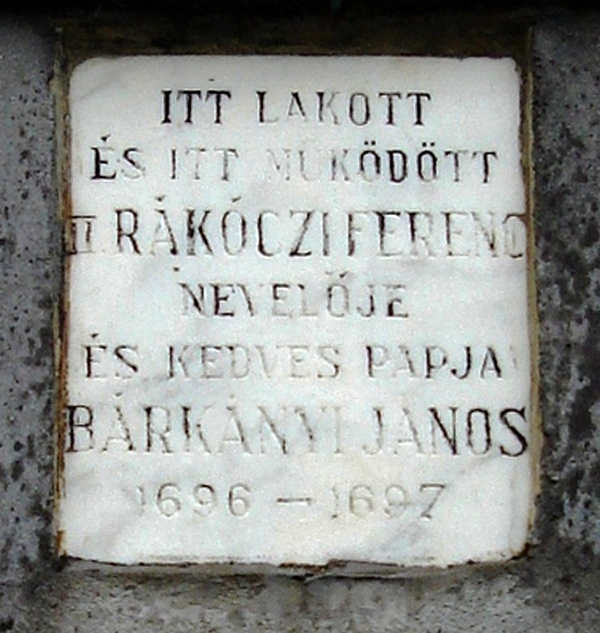
Bárkányi János, Szent István tér 2.
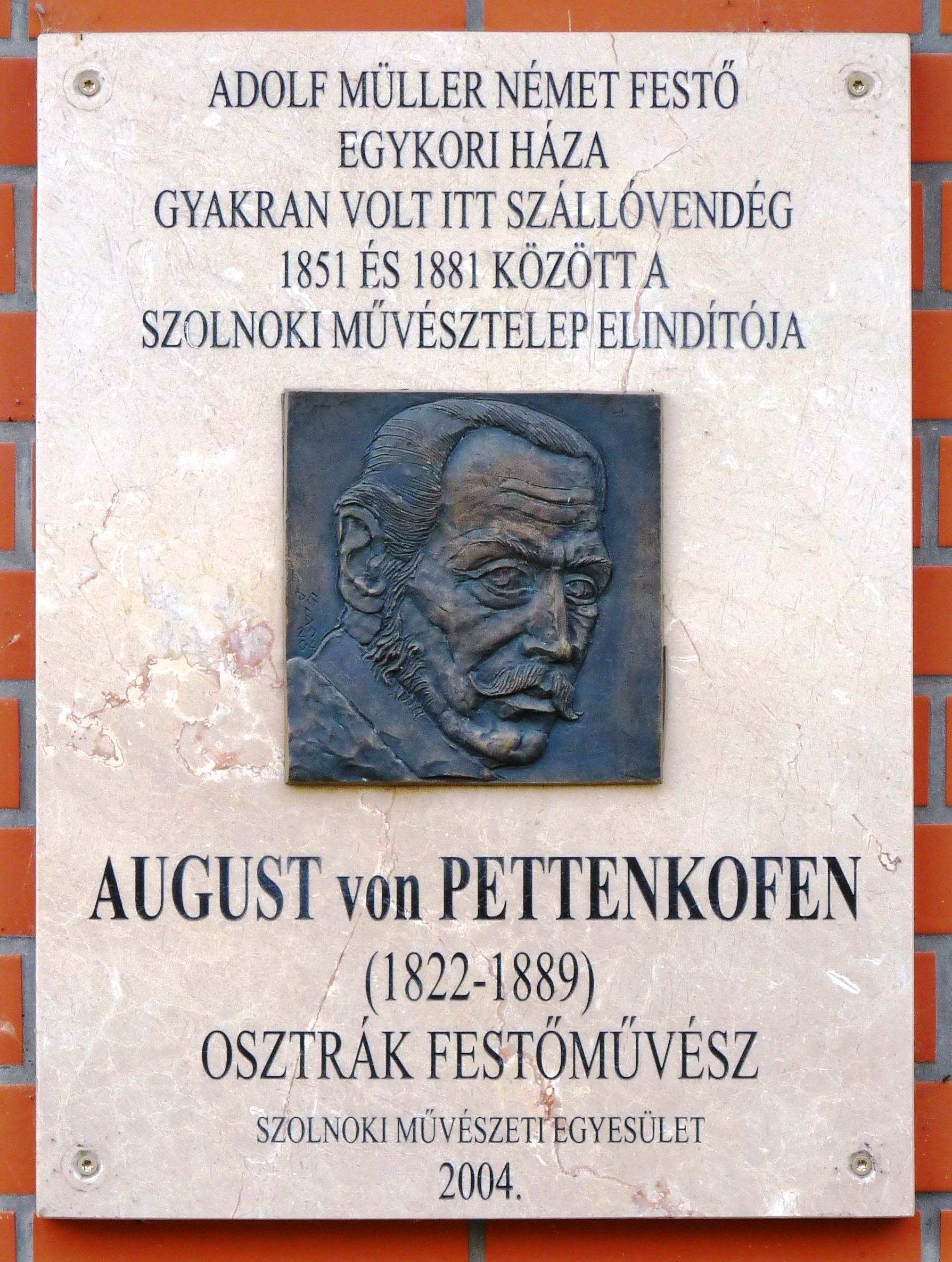
August von Pettenkofen, Szent István tér 5.
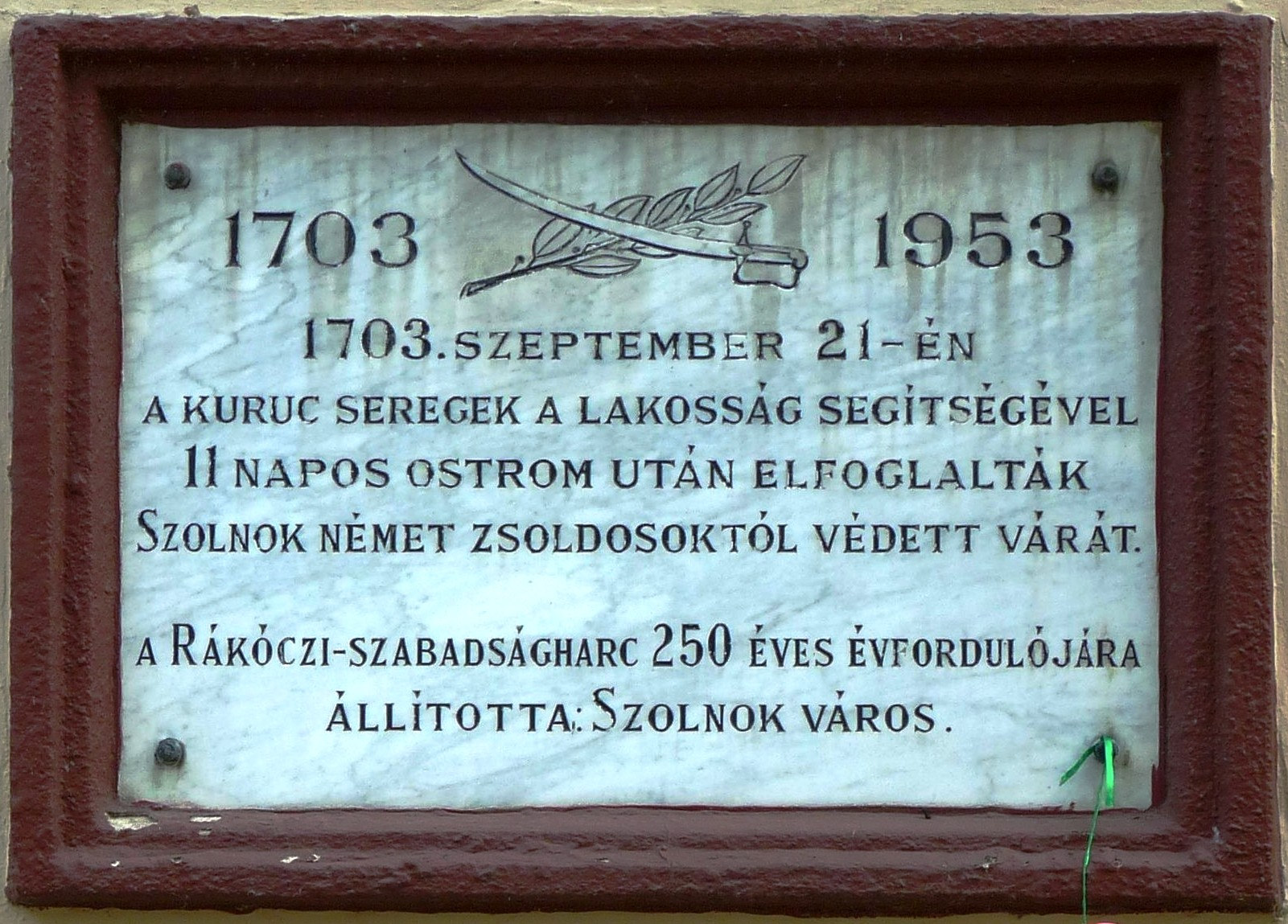
A szolnoki vár 1703-as ostroma
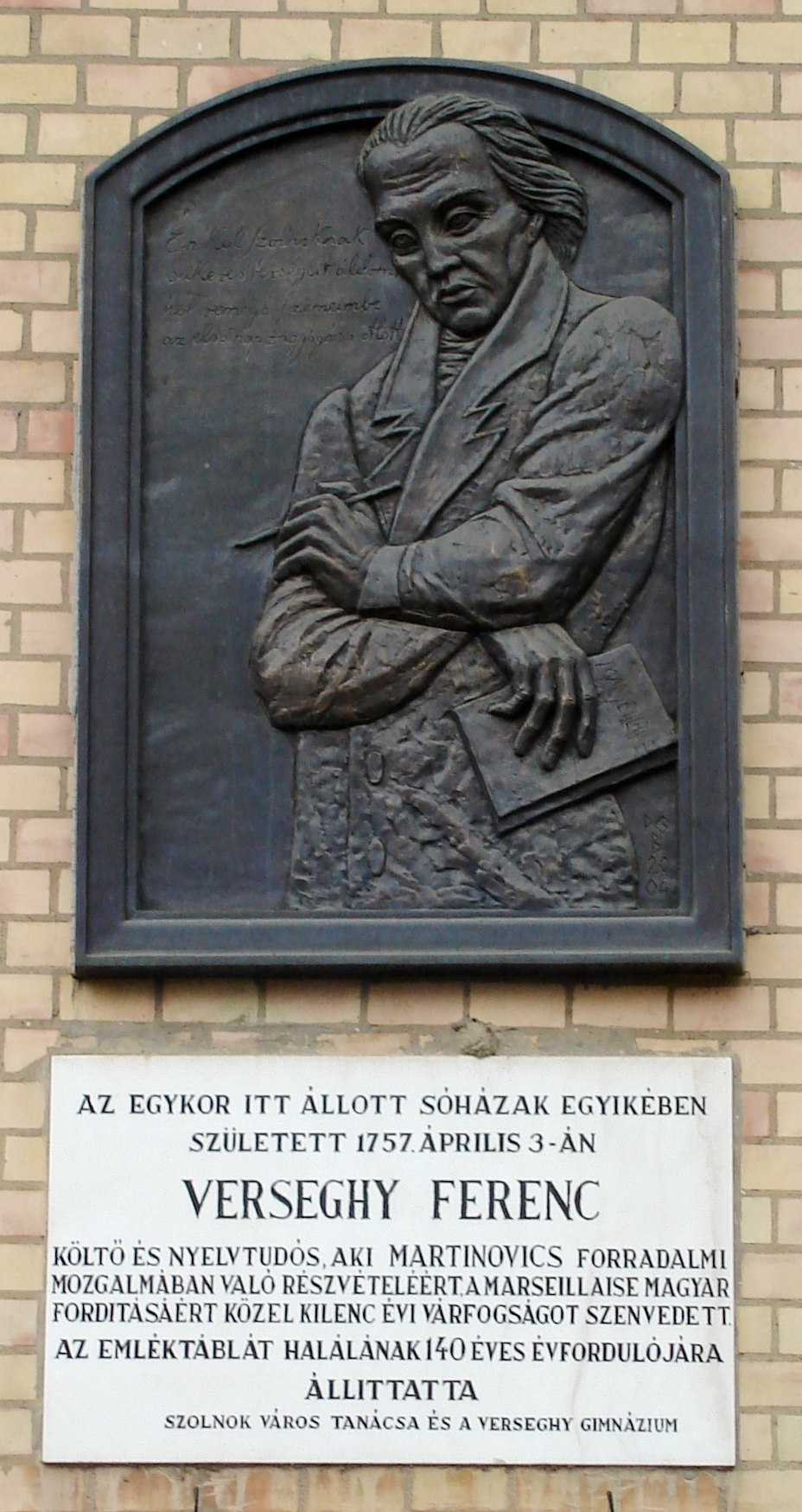
Verseghy Ferenc, Sóház utca 1.

### Botlatókövek

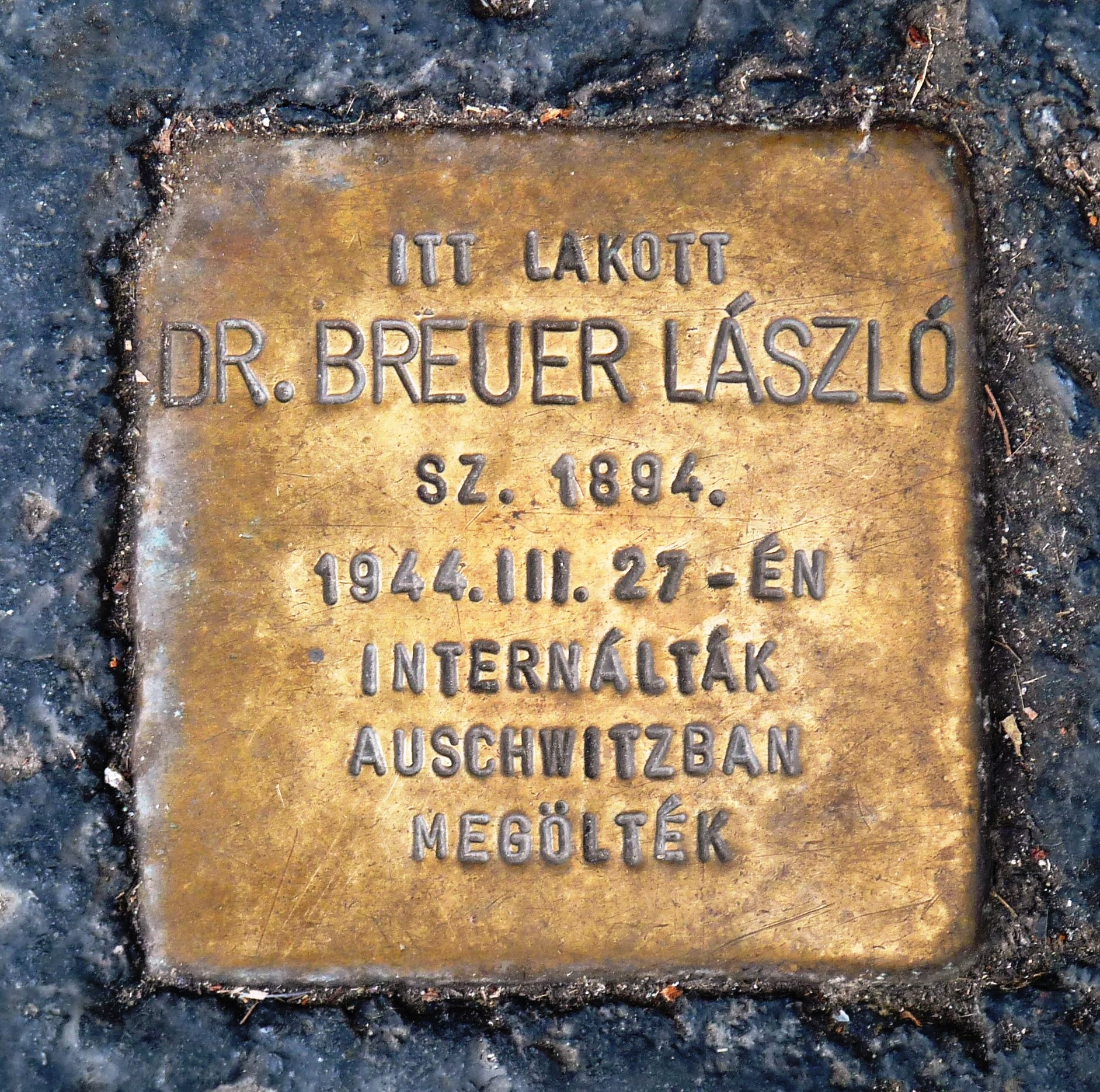
Breuer László, Szapáry utca 20.
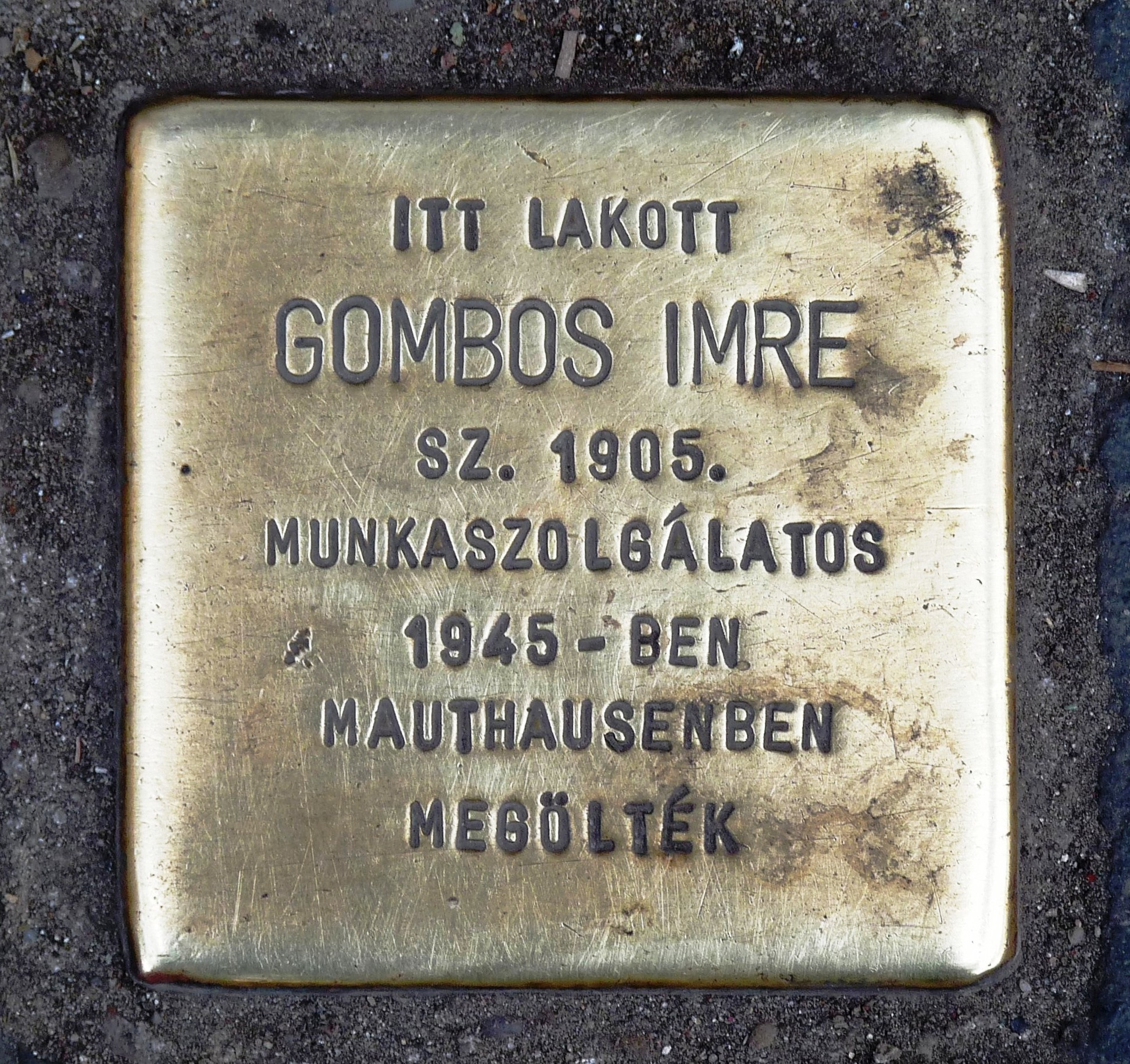
Gombos Imre, Baross Gábor út 4.
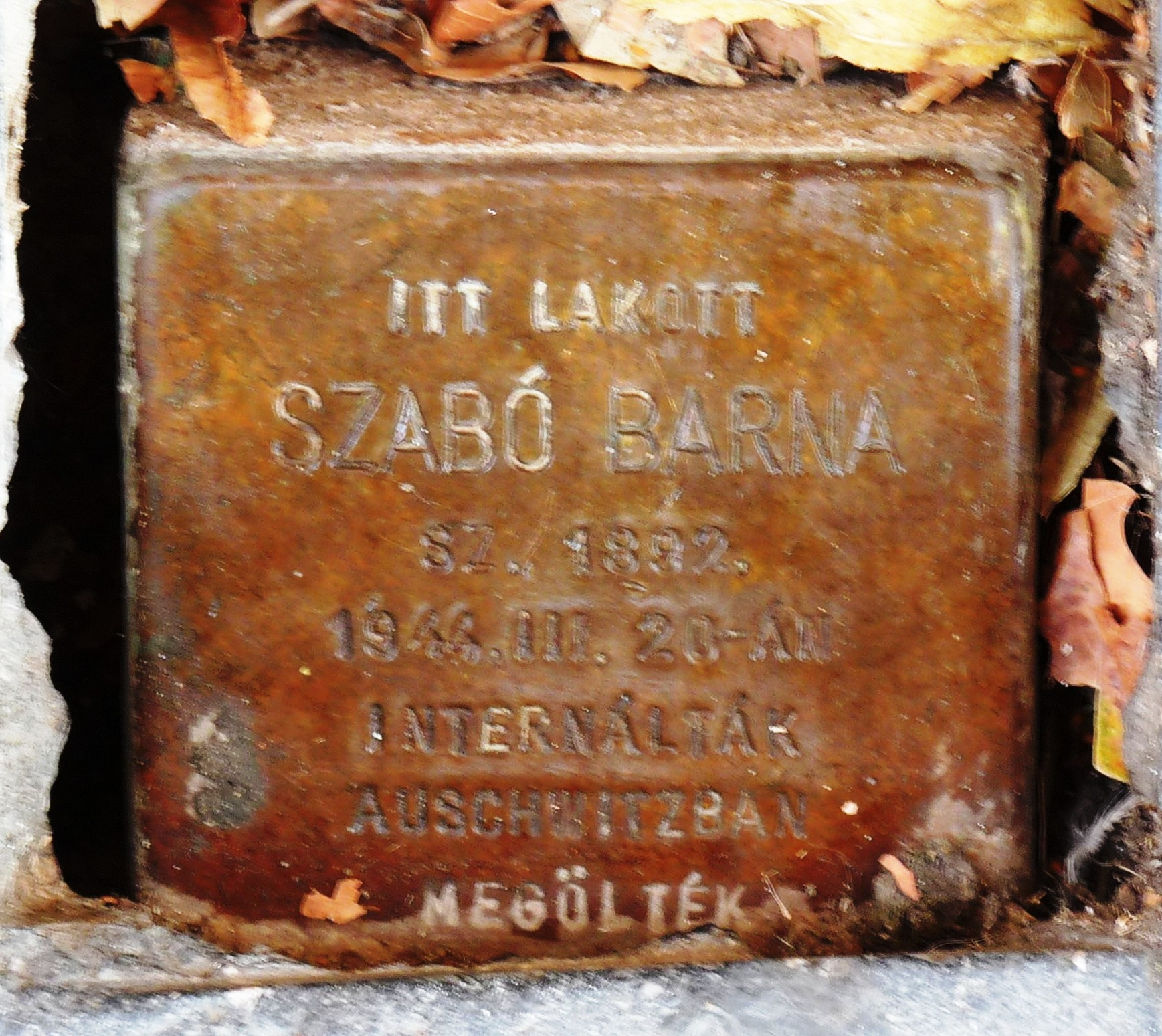
Szabó Barna, Szapáry utca 9.

## Utcaindex
| Baross Gábor út (4.) Gombos Imre Gutenberg tér (1.) A szolnoki vár 1703-as ostroma Sóház utca (1.) Verseghy Ferenc | Szapáry utca (9.) Szabó Barna (20.) Breuer László Szent István tér (2.) Bárkányi János (5.) August von Pettenkofen |